# Dolenja vas (gmina Zagorje ob Savi)
Dolenja vas – wieś w Słowenii, w gminie Zagorje ob Savi. W 2018 roku liczyła 442 mieszkańców.